# Thornton (East Riding of Yorkshire)
Thornton – wieś w Anglii, w hrabstwie East Riding of Yorkshire. Leży 38 km na północny zachód od miasta Hull i 270 km na północ od Londynu. W 2001 miejscowość liczyła 138 mieszkańców.